# ARN ribosómico

Estructura 3D de la subunidad 50S de Haloarcula marismortui. Las proteínas se muestran en verde, el ARNr 23S en naranja y el ARNr 5S en amarillo.

El ácido ribonucleico ribosómico o ribosomal (ARNr) es un ARN que forma parte de los ribosomas y es esencial para la síntesis proteica en todos los seres vivos. Los ARNr forman la construcción de los ribosomas y se asocian a proteínas específicas para formar las pre subunidades ribosómicas. Es el material más predominante en el ribosoma, que en peso consiste de aproximadamente un 60 % de ARNr y un 40 % de proteína. Los ribosomas contienen dos principales tipos de ARNr que forman dos subunidades: la subunidad mayor (LSU, Large Sub Unit por sus siglas en inglés, que es una ribozima que cataliza la formación de enlaces peptídicos), y la subunidad menor (SSU, Small Sub Unit). El ARNr es el tipo de ARN más abundante en las células y está formado por una sola cadena de nucleótidos, aunque presenta regiones de doble hélice intracatenaria. Las secuencias de ARNr son ampliamente utilizadas para deducir relaciones evolutivas entre organismos puesto que se encuentran en todas las formas de vida.

## Procariontes frente a eucariontes
Tanto los ribosomas procariontes como los eucariontes consisten de dos subunidades, pero cada una de estas está formada por distintos tipos de ARNr. Tradicionalmente, los ARN ribosómicos se denominan según su coeficiente de sedimentación, medido en unidades Svedberg (S). La siguiente tabla muestra los tipos de ARNr en dos especies modelo: Escherichia coli (procarionte) y Homo sapiens (eucarionte):
|                        | Procariontes | Procariontes | Procariontes | Eucariontes | Eucariontes | Eucariontes | Eucariontes |
| ---------------------- | ------------ | ------------ | ------------ | ----------- | ----------- | ----------- | ----------- |
| Tamaño del ribosoma    | 70S          | 70S          | 70S          | 80S         | 80S         | 80S         | 80S         |
| Subunidad              | Mayor        | Mayor        | Menor        | Mayor       | Mayor       | Mayor       | Menor       |
| Tamaño de la subunidad | 50S          | 50S          | 30S          | 60S         | 60S         | 60S         | 40S         |
| ARNr                   | 5S           | 23S          | 16S          | 5S          | 5.8S        | 28S         | 18S         |
| Longitud del ARNr      | 120 nt       | 2906 nt      | 1542 nt      | 121 nt      | 156 nt      | 5070 nt     | 1869 nt     |

### Procariontes
En procariontes, la subunidad mayor (50S) está compuesta de ARNr 5S y ARNr 23S, mientras que la subunidad menor (30S) está compuesta únicamente por ARNr 16S. El extremo 3' del ARNr 16S es el que se une a la secuencia Shine-Dalgarno en el extremo 5' del ARNm. En bacterias, estos genes (ARNr 5S, ARNr 23S y ARNr 16S) típicamente se encuentran organizados en un operon que se co-transcribe y del que puede haber una o más copias. Las arqueas contienen un operón de ADNr o bien múltiples copias.

### Eucariontes
En eucariontes, la subunidad mayor (60S) está compuesta de ARNr 5S, ARNr 5.8S y ARNr 28S, mientras que la subunidad menor consiste de ARNr 18S. Las plantas tienen ARNr 25S, a diferencia del ARNr 28S en los mamíferos. 
Los eucariontes generalmente tienen muchas copias de los genes de ARNr organizadas en repeticiones en tandem. En los humanos, hay entre 300–400 repeticiones en 5 grupos (en los cromosomas 13, 14, 15, 21 y 22.) Debido a su estructura especial y a su patrón de transcripción, los grupos de genes de ARNr se suelen denominar «ADN ribosomal (ADNr)» (nótese que el término no se refiere a que los ribosomas contengan ADN). 
La estructura terciaria de la subunidad menor (SSU rRNA) ha sido elucidada por cristalografía de rayos-X. La estructura secundaria de la subunidad menor contiene cuatro dominios distintos: el 5', el central, 3' mayor y 3' menor.

## Importancia del ARN ribosómico
Las características del ARN ribosómico son importantes en evolución, taxonomía y medicina.
- El ARNr es uno de los únicos materiales genéticos presentes en todas las células.[7] Por esta razón, los genes que codifican para ARNr (ADNr) son secuenciados para identificar el grupo taxonómico al que pertenece un organismo, inferir relaciones entre organismos y estimar tasas de divergencia. Por esta razón, existen bases de datos especializadas que almacenan esta información, tales como RDP-II[8] y SILVA.[9]
- Muchos antibióticos actúan afectando al ARNr: cloranfenicol, eritromicina, paromomicina, ricina, espectinomicina y estreptomicina.
- Se ha demostrado que algunos ARN ribosómicos son el origen de algunos microRNAs, como miR-663 en humanos y miR-712 en ratón. Estos miRNAs surgen de espaciadores internos de ARNr que son transcritos.